# Hiroši Nanami
Hiroši Nanami (japonsko 名波 浩), japonski nogometaš, * 28. november 1972, Fudžieda, Japonska.
Za japonsko reprezentanco je odigral 67 uradnih tekem.